# Pierre Smolik
Pierre Smolik, né le 3 juin 1954, est un essayiste et écrivain vaudois.

## Biographie
Pierre Smolik, juriste et spécialiste des médias à l’Office fédéral de la communication, est l'auteur de plusieurs essais relatifs à des écrivains romands (Gustave Roud) ou des personnalités ayant tissé des liens forts avec le canton de Vaud (Charlie Chaplin, Graham Greene). Cinéaste, il réalise quelques documentaires sur des artistes peintres (Guy Baer, Steven-Paul Robert), ainsi que sur le poète Gustave Roud (Port-des-Prés).
En 2008, Pierre Smolik publie aux éditions de L'Aire un premier roman Le Bar à parfums.
Il publie, en 2012, aux éditions de l'Âge d'Homme "Georges Haldas, l'Invisible au quotidien" dans la collection "les dossiers H". En 2013, il publie Graham Greene - The Swiss Chapter |  À l'ombre de la Suisse chez Call me Edouard Éditeurs | Publishers. Il sort en 2016 chez Call me Edouard Éditeurs | Publishers The Freak, Le dernier film de Chaplin (version anglaise : The Freak Chaplin's Last Film). En 2017, il publie Le Manoir de Ban - Naissance d'un Paradis  (Birth of a Paradise) chez Call me Edouard Éditeurs | Publishers. 